# Englische Cricket-Nationalmannschaft in Südafrika in der Saison 2020/21
Die Tour der englischen Cricket-Nationalmannschaft nach Südafrika in der Saison 2020/21 fand vom 27. November bis zum 7. Dezember 2020 statt. Die internationale Cricket-Tour war Bestandteil der Internationalen Cricket-Saison 2020/21 und umfasste drei ODIs und drei Twenty20s. Die ODIs waren Teil der ICC Cricket World Cup Super League 2020–2022. England gewann die Twenty20-Serie 3–0. Am 7. Dezember wurde auf Grund mehrerer Fälle von SARS-CoV-2-Infektionen in beiden Mannschaften die ODI-Serie verschoben und die englische Mannschaft entschied abzureisen.

## Vorgeschichte
Für beide Mannschaften ist es die erste Tour der Saison. Das letzte Aufeinandertreffen der beiden Mannschaften bei einer Tour fand in der Saison 2019/20 in Südafrika statt.

## Stadien
Die folgenden Stadien wurden für die Tour als Austragungsort vorgesehen:
| Stadion                 | Stadt    | Kapazität | Spiele                   |
| ----------------------- | -------- | --------- | ------------------------ |
| Newlands Cricket Ground | Kapstadt | 25.000    | 1. & 3. ODI; 1. & 3. T20 |
| Boland Park             | Paarl    | 10.000    | 2. ODI; 2. T20           |

## Kaderlisten
England benannte seine Kader am 3. November 2020.
Südafrika benannte seine Kader am 6. November 2020.
| ODI | ODI | Twenty20 | Twenty20 |
| Südafrika | England | Südafrika | England |
| --- | --- | --- | --- |
| - Quinton de Kock (K) - Temba Bavuma - Junior Dala - Bjorn Fortuin - Beuran Hendricks - Reeza Hendricks - Heinrich Klaasen - George Linde - Keshav Maharaj - Janneman Malan - David Miller - Lungi Ngidi - Anrich Nortje - Andile Phehlukwayo - Faf du Plessis - Dwaine Pretorius - Kagiso Rabada - Tabraiz Shamsi - Lutho Sipamla - JJ Smuts - Glenton Stuurman - Pite van Biljon - Rassie van der Dussen - Kyle Verreynne | - Eoin Morgan (K) - Moeen Ali - Jonny Bairstow - Sam Billings - Jos Buttler (wk) - Tom Curran - Lewis Gregory - Liam Livingstone - Adil Rashid - Joe Root - Jason Roy - Olly Stone - Reece Topley - Chris Woakes - Mark Wood | - Quinton de Kock (K) - Temba Bavuma - Junior Dala - Faf du Plessis - Bjorn Fortuin - Beuran Hendricks - Reeza Hendricks - Heinrich Klaasen - George Linde - Keshav Maharaj - Janneman Malan - David Miller - Lungi Ngidi - Anrich Nortje - Andile Phehlukwayo - Dwaine Pretorius - Kagiso Rabada - Tabraiz Shamsi - Lutho Sipamla - JJ Smuts - Glenton Stuurman - Pite van Biljon - Rassie van der Dussen - Kyle Verreynne | - Eoin Morgan (K) - Moeen Ali - Jofra Archer - Jonny Bairstow - Sam Billings - Jos Buttler (wk) - Sam Curran - Tom Curran - Chris Jordan - Dawid Malan - Adil Rashid - Jason Roy - Ben Stokes - Reece Topley - Mark Wood |

## Tour Matches
| 21. November Scorecard | Kapstadt | Team Buttler 255 (39.1)          | – | Team Morgan 205 (35.5) |
|                        |          | Team Buttler gewinnt mit 50 Runs |   |                        |

| 21. November Scorecard | Kapstadt | Team Morgan 139-9 (20)             | – | Team Buttler 141-4 (12.4) |
|                        |          | Team Buttler gewinnt mit 6 Wickets |   |                           |

## Twenty20 Internationals

### Erstes Twenty20 in Kapstadt
| 27. November Scorecard | Kapstadt | Südafrika 179-6 (20)          | – | England 183-5 (19.2) |
|                        |          | England gewinnt mit 5 Wickets |   |                      |

England gewann den Münzwurf und entschied sich als Feldmannschaft zu beginnen. Südafrika verlor früh sein erstes Wicket, bevor sich Quinton de Kock und Faf du Plessis etablieren konnten. De Kock verlor nach 30 Runs im 10. Over sein Wicket und wurde durch Rassie van der Dussen ersetzt. Gleiches geschah mit du Plessis im 14. Over, nachdem er ein Half-Century von 58 Runs erzielt hatte und Heinrich Klaasen nachrückte. Dieser schied mit 20 Runs im 17. Over aus, gefolgt von van der Dussen im 19. Over mit 37 Runs. Die verbliebenen Batsman führten das Team zu 179 Runs. Bester englischer Bowler war Sam Curran mit 3 Wickets für 28 Runs. Die beiden Eröffnungs-Schlagmänner der englischen Mannschaft verloren mit wenig Runs ihre Wickets und wurden durch Dawid Malan mit 19 Runs und Jonny Bairstow, der sich etablieren konnte ersetzt. Auf Malan folgte Ben Stokes mit 37 Runs und Eoin Morgan mit 12 Runs, die Bairstow über weite Teile des Innings begleiten konnten. Bairstow verlor sein Wicket nicht und konnte im letzten Over nach 86* Runs die Vorgabe der Südafrikaner einholen. Beste Bowler der südafrikanischen Mannschaft waren George Linde mit 2 Wickets für 20 Runs und Lungi Ngidi mit 2 Wickets für 31 Runs. Als Spieler des Spiels wurde Jonny Bairstow ausgezeichnet.

### Zweites Twenty20 in Paarl
| 29. November Scorecard | Paarl | Südafrika 146-6 (20)          | – | England 147-6 (19.5) |
|                        |       | England gewinnt mit 4 Wickets |   |                      |

England gewann den Münzwurf und entschied sich als Feldmannschaft zu beginnen. Südafrika begann mit Temba Bavuma (13 Runs) und Quinton de Kock (30 Runs), die von Reeza Hendricks (16 Runs) und Faf du Plessis (11 Runs) gefolgt wurden. Daran anschließend konnte Rassie van der Dussen mit 25* Runs das Innings ohne Verlust seines Wickets bestehen und wurde dabei vornehmlich von George Linde mit 29 Runs begleitet. Bester englischer Bowler war Adil Rashid mit 2 Wickets für 23 Runs. England eröffnete mit Jason Roy (14 Runs) und Jos Buttler (22 Runs). Roy wurde durch Dawid Malan abgelöst, der sich etablieren konnte. Er wurde unter anderem von Ben Stokes mit 16 Runs und Kapitän Eoin Morgan (26* Runs) begleitet. Als Malan nach 55 Runs im 18. Over ausschied, konnten die verbliebenen Batsman England zum Sieg führen. Bester Bowler für Südafrika war Tabraiz Shamsi mit 3 Wickets für 19 Runs. Spieler des Spiels war Dawid Malan.

### Drittes Twenty20 in Kapstadt
| 1. Dezember Scorecard | Kapstadt | Südafrika 191-3 (20)          | – | England 192-1 (17.4) |
|                       |          | England gewinnt mit 9 Wickets |   |                      |

Südafrika gewann den Münzwurf und entschied sich als Schlagmannschaft zu beginnen. Für Südafrika konnten das Innings durch Quinton de Kock (17 Runs) und Temba Bavuma (32 Runs) eröffnen. Nachdem de Kock ausgeschieden war, kam Reeza Hendricks ins Spiel der 13 Runs erzielte. Als Bavuma und Hendricks im 10. Over ausgeschieden waren übernahmen Faf du Plessis und Rassie van der Dussen das Spiel mit einem ungeschlagenen Century Partnership über 127* Runs, wobei van der Dussen 74* Runs und du Plessis 52* Rusn erzielte. Bester Bowler der englischen Mannschaft war Ben Stokes mit 2 Wickets für 26 Runs. Für England eröffneten Jason Roy und Jos Buttler das Innings. Roy schied im 4. Over mit 16 Runs aus und wurde durch Dawid Malan abgelöst, der mit Butler das Innings beendete. In dem 167* Run Partnership erzielte Malan 99* Runs und Buttler 67* Runs und erreichten so im 18. Over die Vorgabe. Das Wicket für die Südafrikaner erzielte Anrich Nortje. Als Spieler des Spiels wurde David Malan ausgezeichnet.

## One-Day Internationals

### Erstes ODI in Kapstadt
| 4./7. Dezember Scorecard | Kapstadt | Südafrika      | – | England |
|                          |          | Spiel abgesagt |   |         |

### Zweites ODI in Paarl
| 6. Dezember Scorecard | Paarl | Südafrika      | – | England |
|                       |       | Spiel abgesagt |   |         |

### Drittes ODI in Kapstadt
| 9. Dezember Scorecard | Kapstadt | Südafrika      | – | England |
|                       |          | Spiel abgesagt |   |         |

Das Ursprünglich für den 4. Dezember angesetzte Spiel musste auf Grund einer SARS-CoV-2-Infektion eines südafrikanischen Spielers kurzfristig verschoben werden und wurde für den 7. Dezember neu angesetzt. Das zweite Spiel in Paarl sollte am 6. Dezember ausgetragen werden, wurde jedoch, nachdem es zwei positive SARS-CoV-2-Tests in der englischen Delegation gab, ebenfalls kurzfristig abgesagt. Am folgenden Tag wurde entschieden, dass die Tour abgebrochen wird und die englische Mannschaft, ohne die Personen die positiv getestet wurden, abreist. Die Serie soll bei einer sich bietenden Gelegenheit nachgeholt werden.

## Statistiken
Die folgenden Cricketstatistiken wurden bei dieser Tour erzielt.

### Twenty20s
| Twenty20              | Twenty20   | Twenty20 | Twenty20 | Twenty20 | Twenty20 | Twenty20 | Twenty20 | Twenty20 |
| Batting               | Batting    | Batting  | Batting  | Batting  | Batting  | Batting  | Batting  | Batting  |
| Spieler               | Mannschaft | Spiele   | Innings  | Runs     | Average  | HS       | 100s     | 50s      |
| --------------------- | ---------- | -------- | -------- | -------- | -------- | -------- | -------- | -------- |
| Dawid Malan           | England    | 3        | 3        | 173      | 86,50    | 99*      | 0        | 2        |
| Rassie van der Dussen | Südafrika  | 3        | 3        | 136      | 136,00   | 74*      | 0        | 1        |
| Faf du Plessis        | Südafrika  | 3        | 3        | 121      | 60,50    | 58       | 0        | 2        |
| Jos Buttler           | England    | 3        | 3        | 96       | 48,00    | 67*      | 0        | 1        |
| Jonny Bairstow        | England    | 3        | 2        | 89       | 89,00    | 86*      | 0        | 1        |
| Bowling               |            |          |          |          |          |          |          |          |
| Spieler               | Mannschaft | Spiele   | Overs    | Wickets  | Average  | BBI      | 5W       | 10W      |
| Tabraiz Shamsi        | Südafrika  | 3        | 11.0     | 4        | 25,75    | 3/19     | 0        | 0        |
| Lungi Ngidi           | Südafrika  | 3        | 10.2     | 4        | 26,25    | 2/31     | 0        | 0        |
| Sam Curran            | England    | 3        | 9.0      | 3        | 29,00    | 3/28     | 0        | 0        |
| Chris Jordan          | England    | 3        | 12.0     | 3        | 37,00    | 1/29     | 0        | 0        |
| Ben Stokes            | England    | 2        | 5.0      | 2        | 20,00    | 2/26     | 0        | 0        |
| Adil Rashid           | England    | 3        | 12.0     | 2        | 35,00    | 2/23     | 0        | 0        |
| George Linde          | Südafrika  | 3        | 12.0     | 2        | 36,50    | 2/20     | 0        | 0        |
| Jofra Archer          | England    | 3        | 12.0     | 2        | 45,00    | 1/18     | 0        | 0        |
| Tom Curran            | England    | 3        | 10.0     | 2        | 58,00    | 1/37     | 0        | 0        |

## Auszeichnungen

### Player of the Series
Als Player of the Series wurden der folgende Spieler ausgezeichnet.
| Serie    | Player of the Series |
| -------- | -------------------- |
| ODI      | –                    |
| Twenty20 | Dawid Malan          |

### Player of the Match
Als Player of the Match wurden die folgenden Spieler ausgezeichnet.
| Spiel       | Player of the Match |
| ----------- | ------------------- |
| 1. ODI      | –                   |
| 2. ODI      | –                   |
| 3. ODI      | –                   |
| 1. Twenty20 | Jonny Bairstow      |
| 2. Twenty20 | Dawid Malan         |
| 3. Twenty20 | Dawid Malan         |